# Tommy James and the Shondells
Tommy James and the Shondells est un groupe américain de rock, populaire pendant les années 1960. Ils ont eu deux 45 tours classés en tête des charts aux États-Unis (Hanky Panky en 1966 et Crimson and Clover en 1968) et cinq autres dans le 'Top 10" dont I Think We're Alone Now, Mony Mony et Crystal Blue Persuasion.